# Arcana Opera
Arcana Opera è un gruppo musicale italiano formatosi nel 2009 a Vicenza.

## Storia del gruppo
Il progetto Arcana Opera nasce nel 2009 dall'idea di Alexander Wyrd, un cantautore della provincia di Vicenza. Si impegna da subito nella ricerca di componenti capaci di comprendere la profondità del messaggio trasmesso dai testi, e di tradurlo in musica. Prendono vita così i primi brani: il genere spazia tra il gothic e il dark, con una spiccata vena esoterica, fino a sfociare nel folk e nel cantautorato italiano, caratterizzato da testi ermetici ed onirici. 
Il peculiare insieme di generi e sonorità, costruito grazie all'indiscutibile coinvolgimento e allo studio attento di ogni dettaglio, si può riassumere con la parola "Noir", concetto che descrive perfettamente il progetto di Arcana Opera, sia in termini musicali che stilistici. 
Nel 2010 il progetto approda nel circuito locale e il gruppo comincia ad esibirsi live, così dopo numerosi successi e il conseguente consenso del pubblico, nel 2012 si effettuano le prime registrazioni in studio. 
Il primo album viene così pubblicato nel luglio del 2013, ed esordisce clamorosamente al Ferrock Festival di Vicenza. La band si fa subito notare, grazie anche all'esperienza pluriennale dei componenti, e i live si fanno presto regolari e frequenti.
Nel 2013 viene, così, pubblicato il primo album "Arcana Opera" Tra il 2013 e il 2014 viene firmato il contratto con l'etichetta Nemeton Records. 
Nel 2015 prendono parte al Dragonfest tour, al Fosch Fest, al Sinistro
Fest e ad altri festival "open air". Al momento la band è in fase di promozione
del nuovo album "De Noir" uscito il 20 giugno 2015.

## Formazione

### Live
- Alexander Wyrd - voce
- Stefano 'Jag' Masin - chitarra, voce
- Björn Hodestål - basso, voce
- Eric Antonello - chitarra
- Paolo Nox - piano, tastiera
- Matteo Frigo - batteria

### Ex componenti
- Mirko 'Dorian' Fabris - chitarra (2014-2015)
- Luca Seraglio - chitarra (2013-2014)
- Alberto Saccozza - basso (2013-2014)
- Marco Sanguanini - batteria (2014-2016)
- Martina Facco - violino (2015-2019)

## Discografia
- 2013 - Arcana Opera
- 2015 - De Noir